# دايسوكي ياماشيتا
دايسوكي ياماشيتا (باليابانية: 山下大輔؛ بالكانا: やました だいすけ) هو لاعب كرة قاعدة ياباني، ولد في 5 مارس 1952 في شيزوكا في اليابان.

## وصلات خارجية
- دايسوكي ياماشيتا على موقع الدوري الياباني لكرة القاعدة (الإنجليزية)
- دايسوكي ياماشيتا على موقعبيزبول رفرنس.كوم (الدوري الثانوي) (الإنجليزية)